# トキドキセカイ
「トキドキセカイ」は、WEAVERの楽曲。同バンドの3作目の配信限定シングルとして、2009年12月16日にA-Sketchからリリースされた。

## 概要
前作『レイス』以来約1か月ぶりのリリースとなり、3か月連続リリース第3弾楽曲。
本楽曲は、日本テレビ系『音楽戦士 MUSIC FIGHTER』2009年12月度オープニングテーマとなっている。
学生の頃に制作された楽曲で、かつてインディーズ時代に発売したアルバム『PURE NOTE』に収録されていた。